# California (Pennsylvanie)
Pour les articles homonymes, voir California.
California est un borough situé dans le comté de Washington, dans le Commonwealth de Pennsylvanie, aux États-Unis. Sa population s’élevait à 6 795 habitants lors du recensement de 2010, estimée à 6 364 habitants en 2017.

## Démographie
| Groupe            | California | Pennsylvanie | États-Unis |
| ----------------- | ---------- | ------------ | ---------- |
| Blancs            | 91,0       | 81,9         | 72,4       |
| Afro-Américains   | 6,6        | 10,9         | 12,6       |
| Métis             | 1,4        | 1,9          | 2,9        |
| Asiatiques        | 0,5        | 2,8          | 4,8        |
| Autres            | 0,3        | 2,4          | 6,2        |
| Amérindiens       | 0,2        | 0,2          | 0,9        |
| Total             | 100        | 100          | 100        |
|                   |            |              |            |
| Latino-Américains | 1,5        | 5,7          | 16,7       |

Selon l’American Community Survey, pour la période 2011-2015, 95,22 % de la population âgée de plus de 5 ans déclare parler l'anglais à la maison, 1,32 % déclare parler l'espagnol, 0,78 % le coréen et 2,68 % une autre langue.

## Source
- (en) Cet article est partiellement ou en totalité issu de l’article de Wikipédia en anglais intitulé « California, Pennsylvania » (voir la liste des auteurs).

1. ↑  (en) « California, PA Population - Census 2010 and 2000 », sur censusviewer.com (consulté le 2 mars 2016).
2. ↑  (en) « Population of Pennsylvania - Census 2010 and 2000 », sur censusviewer.com (consulté le 2 mars 2016).
3. ↑  (en) « American FactFinder - Results », sur factfinder.census.gov (consulté le 26 mars 2017)